# Amtsgericht Mönchengladbach

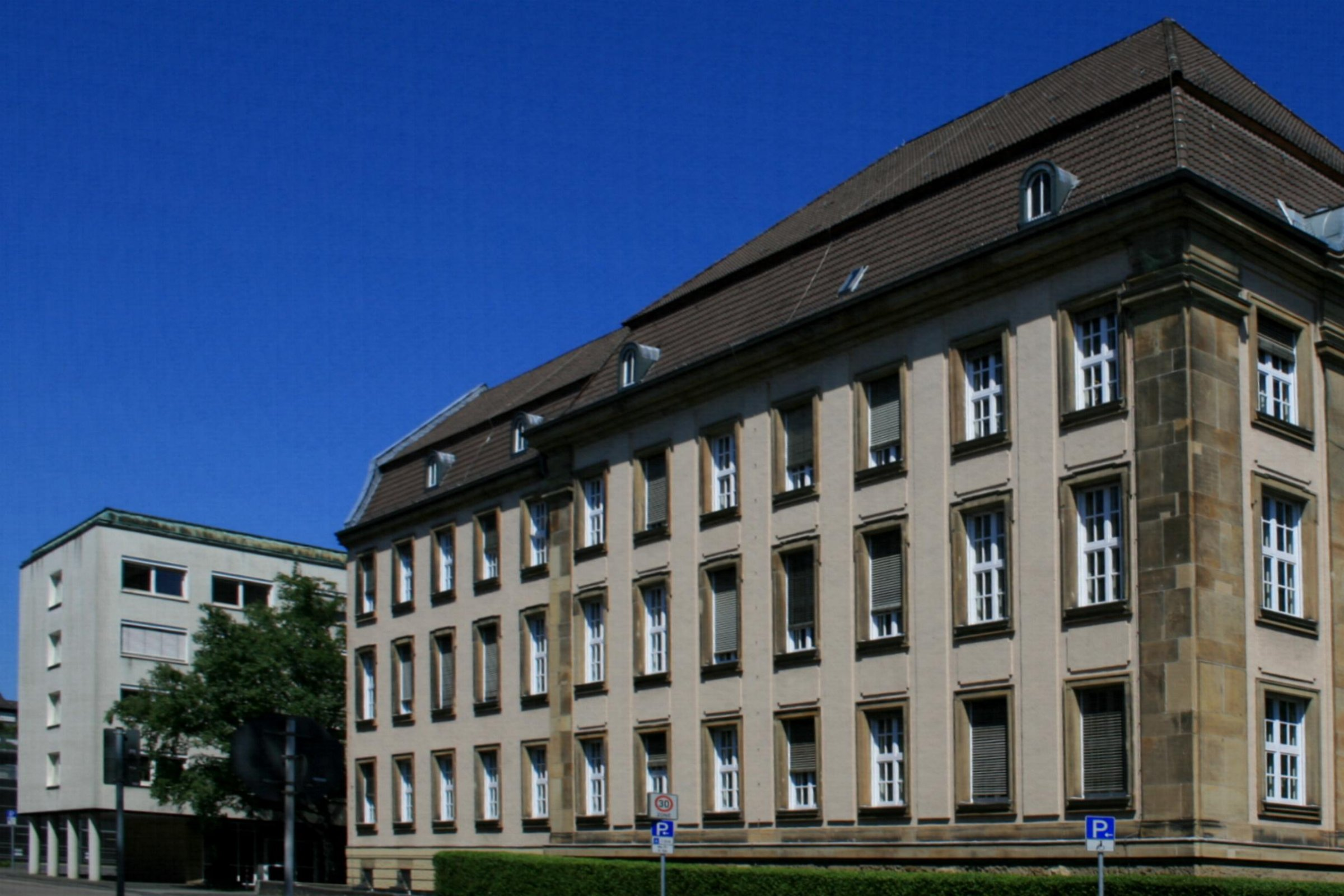
Land- und Amtsgericht in der Hohenzollernstraße.

Mönchengladbach ist Sitz des Amtsgerichts Mönchengladbach, welches für die nördlichen Stadtteile Hardt, Neuwerk, Rheindahlen, Stadtmitte und Volksgarten der Stadt Mönchengladbach zuständig ist. In dem Gerichtsbezirk leben rund 147.000 Menschen. Für die südlichen Stadtteile Mönchengladbachs ist das Amtsgericht Mönchengladbach-Rheydt zuständig.

## Übergeordnete Gerichte
Das dem Amtsgericht Mönchengladbach übergeordnete Landgericht ist das Landgericht Mönchengladbach, welches wiederum dem Oberlandesgericht Düsseldorf untersteht.
Das Amtsgericht und das Landgericht befinden sich im selben denkmalgeschützten Gebäudekomplex an der Hohenzollernstraße.